# ¥
¥ ist ein asiatisches Schriftzeichen und ein Symbol. Es wird als großes Y mit zwei Querstrichen dargestellt, deren oberer die Gabelung des Y durchquert. In manchen Schriftarten hat das Zeichen ¥ nur einen einfachen Querstrich.

## Verbreitung
¥ wurde ursprünglich als Währungssymbol entworfen. Es wird für zwei Währungen benutzt: Yen in Japan und Renminbi (Yuan) in der Volksrepublik China. 
Im Buchfahrplan der DB Netz AG wird das Zeichen ¥ zur Kennzeichnung des Endes des anschließenden Weichenbereichs bei Ausfahrt aus einem Bahnhof oder Fahrt auf einer Abzweigstelle verwendet.

## Herkunft
Das Y ist der Anfangsbuchstabe des Wortes Yen bzw. Yuan (Einheit des Renmenbi). Die beiden Querstriche sollen wirtschaftliche Sicherheit symbolisieren.

## Darstellung auf dem Computer
In ISO 8859-1 belegt das Zeichen die Stelle 0xA5. In Unicode ist das ¥ an dem Codepunkt U+00A5 und in vollbreiter Form an dem Codepunkt U+FFE5 enthalten.
In Shift JIS belegt die vollbreite Form die Stelle 0x818F. Je nach Shift-JIS-Implementierung kommt es für das ¥ zu Darstellungsproblemen. In der Codepage 932 belegt es beispielsweise die Stelle 0x5C, die sonst dem Backslash zugewiesen ist und dessen Funktion es auch ausübt. So werden unter dieser Codepage Pfade wie C:\WINDOWS\SYSTEM32\ als C:¥WINDOWS¥SYSTEM32¥ wiedergegeben.
Unter Mac OS und Linux erhält man das Zeichen ¥ durch die Tastenkombination Alt+Y. Mittels Compose-Taste lässt sich ¥ durch die Tastenfolgen
- Compose Y =,
- Compose = Y,
- Compose Y - oder
- Compose - Y

eingeben.
Zudem lässt sich das Zeichen auch mit dem Alt-Code Alt+190 darstellen.